# Pierre-François-Guillaume Boullay
Pierre-François-Guillaume Boullay (Caen, 21 d'abril de 1777 - París, 3 de novembre de 1869) va ser un farmacèutic i químic francès.
Va obrir una oficina de farmàcia a París el 1799 que sota la seva direcció adquirí una gran importància. Es doctorà en Ciències l'any 1818. Va presidir l'Acadèmia de Medicina des de 1834. Publicà treballs sobre els èters, sobre les ametlles dolces, la viola i l'extracte de picrotoxina entre d'altres.
Va ser el primer a transformar l'alcohol en èter (deshidratació d'alcohols) mitjançant l'àcid fosfòric. Va inventar el sirop d'ether.